# Géraldine Mahieu
Pour les articles homonymes, voir Mahieu.
Géraldine Mahieu, née le 15 septembre 1993 à Villeneuve-d'Ascq, est une joueuse française de water-polo.
Appelée pour la première fois en équipe de France de water-polo féminin en 2010, elle est championne de France avec le Lille Métropole Water-Polo en 2014, 2015 et 2016 et vainqueur de la Coupe de la Ligue en 2015.